# Albert hera
Alberto Quarello, noto anche con lo pseudonimo di Albert Hera (Collegno, 29 agosto 1967), è un cantante italiano.
Albert Hera (pseudonimo di Alberto Quarello; Collegno, 29 agosto 1967) è un cantante, musicista e didatta italiano, attivo a livello internazionale. È conosciuto per il suo approccio innovativo alla vocalità e all’improvvisazione corale.  

## Biografia
Albert Hera inizia con il sassofono, strumento che lo accompagna per diversi anni, ma è nella voce che trova la sua autentica dimensione artistica.  
Da quel momento in poi intraprende un percorso unico, che lo porta a diventare un “narratore di suoni”: un artista capace di trasformare la vocalità in un linguaggio universale, fatto di suggestioni, immagini e memorie condivise.
Il suo canto non è mai solo emissione di note, ma un viaggio che porta chi ascolta in luoghi lontani, tra paesaggi evocati e trame sonore che raccontano la sua vita. Ispirato da grandi figure come Demetrio Stratos e Bobby McFerrin, Albert Hera coltiva un approccio sperimentale che fonde jazz, world music ed improvvisazione.
È così che arriva a definire un genere personale, l’Epic Jazz, dove la voce diventa protagonista assoluta di una narrazione senza parole ed improvvisazione che evoca.
Fondamentale, nel suo percorso, l’incontro con Bobby McFerrin. Con lui condivide il palco in più occasioni, a partire da “Bobble” (2009), fino alla partecipazione al progetto corale internazionale “VOCAbuLarieS”, arrangiato da Roger Treece e candidato a tre Grammy Awards. 
Questa esperienza segna profondamente Albert Hera, che da quel momento fa dell’improvvisazione corale e della libertà creativa i cardini del proprio lavoro artistico e didattico.
La sua ricerca lo conduce a sviluppare pratiche collettive come le circlesongs e le più recenti cyclesongs, attraverso workshop e masterclass che lo vedono impegnato non solo in Italia, ma in tutto il mondo. Alla tecnica unisce una rara sensibilità pedagogica, che lo ha reso uno dei docenti di canto più stimati della scena contemporanea internazionale
La sua attività si apre inoltre a collaborazioni importanti, sia artistiche che scientifiche: lavora con musicisti come Paolo Fresu, Gegè Telesforo, Roger Treece, gli Swingle Singers e l’ensemble London Vocal Project, e parallelamente porta avanti ricerche sulla voce con il professor Franco Fussi e Alfonso Borragán. Progetta inoltre iniziative innovative come il CircleLand Festival, primo evento al mondo dedicato alla forza creativa del cerchio, e fonda Siing Magazine, la prima rivista internazionale interamente incentrata sul canto a 360°
Dal 2017 e direttore artistico del Convegno Internazionale “La Voce Artistica” di Ravenna, appuntamento di riferimento per lo studio e l’approfondimento della vocalità, e dal 2019 affianca la direzione artistica di Ugo Viola come consulente di progettazione del Moncalieri Jazz Festival.
Nel 2020 porta la sua arte anche in televisione, partecipando a “Voice Anatomy” su Rai 2, dove interpreta il ruolo di soundteller: un cantastorie di suoni che improvvisa e commenta in diretta i temi trattati in trasmissione.
Visionario e instancabile esploratore, Albert Hera continua a rappresentare una voce unica nel panorama internazionale. Per lui il canto non è mai solo tecnica, ma un gesto di libertà, un incontro di anime attraverso il potere condiviso del suono.

### Collaborazione con Bobby McFerrin
Nel 2009 prende parte al progetto improvvisato Bobble con Bobby McFerrin. Nel 2010 collabora all’opera corale VOCAbuLarieS, arrangiata da Roger Treece e candidata a tre Grammy Awards.  

## Attività didattica
Hera si dedica anche all’insegnamento del canto e all’improvvisazione corale. Conduce workshop e masterclass in Italia e all’estero, incentrati in particolare sulle circlesongs e sulle cyclesongs.  

## Progetti e iniziative
Tra le iniziative ideate da Hera figurano:  
- il CircleLand Festival, primo evento internazionale dedicato al canto in cerchio, alla danza e alle percussioni;
- Siing Magazine, rivista trimestrale dedicata al canto e alla vocalità.

## Collaborazioni
Nel corso della carriera ha collaborato con:  
- Paolo Fresu
- Gegè Telesforo
- Roger Treece
- Swingle Singers
- London Vocal Project
- Steven Mercurio

Sul fronte della ricerca scientifica ha lavorato con il foniatra Franco Fussi e con Alfonso Borragan.  

## Altri incarichi
- Dal 2017 è direttore artistico del Convegno Internazionale "La voce Artistica" di Ravenna.
- Dal 2019 collabora con il Moncalieri Jazz Festival come consulente artistico.

## Televisione
- 2020 – Voice Anatomy (Rai 2), in qualità di soundteller.